# フルトン・ストリート (マンハッタン)

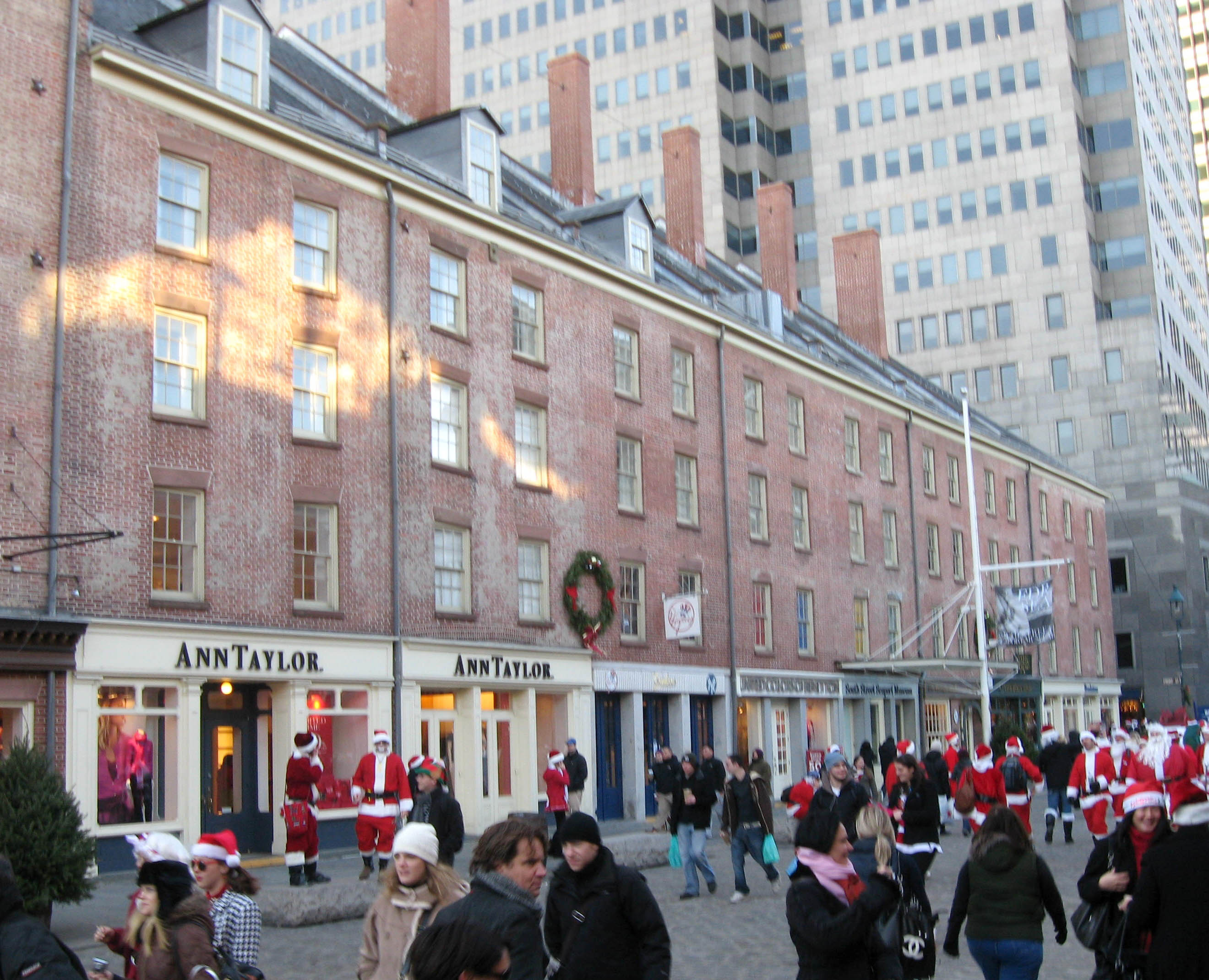
12月の昼下がりのフルトン・ストリート

フルトン・ストリート (Fulton Street) は、ニューヨーク市ロウアー・マンハッタンを東西に走る通りである。フィナンシャル・ディストリクトに位置し、ウォール・ストリートの数ブロック北を、西はチャーチ・ストリートのワールド・トレード・センター手前より東はサウス・ストリートのサウス・ストリート・シーポート手前まで走っている。東端の一ブロックは歩行者専用道路となっている。ワールド・トレード・センターの工事が完了すると、その敷地を通過しさらに西のハドソン川の手前のウエスト・ストリートまで延伸される。
この通りには金ぴか時代やその直後に建てられたボザール建築群が建ち並んでいる。この通りの東端のブロックの南側には、シャーマーホーン・ロウと呼ばれる19世紀初頭の建築群があり、国家歴史登録財に指定されている。

## 歴史
クリケットの定期戦が現在のフルトン・マーケット近くでアメリカ独立戦争中にイギリス軍がマンハッタンを占領していた1780年に行われた。
フルトン・ストリートの名前は、1809年に蒸気船の建造によって有名になったロバート・フルトンから取られている。イースト・リバー・フェリーはこのマンハッタンのフルトン・ストリートとブルックリンのフルトン・ストリートを結んでいる。このフェリーでブルックリンへ渡り、当時のブルックリン・フェリーの地点でオールド・フルトン・ストリート、キャドマン・プラザ・ウエストそしてブルックリン区庁舎の東側の歩行者道路を結ぶと、マンハッタンとブルックリンのフルトン・ストリートは一本の通りとなっている。
フルトン魚市場は2005年までサウス・ストリート・シーポートの近くにあったが、ブロンクスのハンツ・ポイントに移転した。 
2013年夏、水道（給水）本管を設置するための工事によって、18世紀に市街地拡大のためのイースト川の埋め立てに使われた100以上の空の酒瓶が発掘された。

## 交通機関
フルトン・ストリートには、ニューヨーク市地下鉄2 3 4 5 A C J Z 系統が乗り入れるフルトン・ストリート駅がある。2014年11月にはフルトン・ストリート複合駅を整備してフルトン・センターが完成・開業した。